# روسيا في دورة الألعاب الأوروبية 2019
تنافست روسيا في دورة الألعاب الأوروبية 2019، في مينسك، بيلاروسيا في البطولة الكبرى الأولى في تاريخ بيلاروسيا ذات السيادة، تم اتخاذ قرار منح بيلاروسيا الحق في استضافة دورة الألعاب الأوروبية الثانية في 21 أكتوبر 2016 بعد تصويت مندوبين من 50 دولة في الاجتماع الخامس والأربعين للجمعية العامة للجان الأولمبية الأوروبية (EOC) في مينسك.
عرفت البطولة بشكل غير رسمي باسم مينسك 2019 حيث لعبت في الفترة بين 21 يونيو إلى 30 يونيو 2019، بمشاركة أكثر من 3600 رياضي من 50 دولة. هناك ما مجموعه 199 مجموعة من الميداليات في رياضة مختلفة متاحة خلال دورة الألعاب الأوروبية لعام 2019.سبق لروسيا المنافسة في  الألعاب الأوروبية 2015 في باكو، أذربيجان ، انهى روسسا المنافسات في بطولة الألعاب الأوربية 2019 في صدارة البلدان المشاركة حيث فازت بإجمالي 109 ميدالية، منها 44 ميدالية ذهبية. تنافس اجمالى 218 رياضيا في 15 رياضة.
شاركة روسيا في الألعاب الأوروبية 2019 في 15 رياضة في الرماية القوس، كرة الريشة ، وكرة السلة ، والملاكمة ، والمصارعة ، وركوب الدراجات ، والجمباز ، وركوب الزورق والجودو والكاراتيه وألعاب القوى والسامبو والرماية وتنس الطاولة وكرة القدم الشاطئية.
تم اختيار ماستر الرياضة وبطل العالم لسبع مرات في الرياضة سامبو أرتيم أوسيبينكو، حامل راية الفريق الروسي في الألعاب الأوروبية في مينسك في دورة الألعاب الأوروبية الثانية وقد مُنح أرتيم الراية من قبل رئيس اللجنة الأولمبية الروسية ستانيسلاف بوزدنياكوف.
ذهبت الميدالية الذهبية الأولى في الألعاب الأوروبية لروسيا في 22 يونيو 2019 في الحدث النهائي لمسابقة الفرق المختلطة للمسدس الهوائي لمسافة 10 أمتار عندما تمكن كل من فيتالينا باتساراشكينا وأرتيوم تشيرنوسوف بالفوز على فريق صربيا بنتيجة 17 مقابل 9 نقاط،

## الحاصلون على الميداليات
| ميدالية | اسم | رياضة         | حدث                                       | تاريخ    |
| ------- | --- | ------------- | ----------------------------------------- | -------- |
| ذهبية   | فيتالينا باتساراشكينا أرتيم تشيرنوسوف | الرماية       | مسدس هوائي للفريق المختلط 10 م            | 22 يونيو |
| ذهبية   | يوليا كريموفا سيرجي كامنسكي | الرماية       | بندقية هوائية لفريق مختلط 10 م            | 22 يونيو |
| ذهبية   | فيكتوريا أكسينوفا كيريل ستارتسيف | الجمباز       | زوج مختلط ديناميكي                        | 22 يونيو |
| ذهبية   | إيلينا بوندريفا | سامبو         | 48 كغم سيدات                              | 22 يونيو |
| ذهبية   | دينا أفرينا | الجمباز       | فردي إيقاعي سيدات شامل                    | 22 يونيو |
| ذهبية   | تاتيانا كازينيوك | سامبو         | 56 كغم سيدات                              | 22 يونيو |
| ذهبية   | أندريه بيريبيليوك | سامبو         | 82 كغم رجال                               | 22 يونيو |
| ذهبية   | إيكاترينا أونوبرينكو | سامبو         | 64 كغم سيدات                              | 22 يونيو |
| ذهبية   | داريا ميزهيتسكايا | الجودو        | 57 كغم سيدات                              | 22 يونيو |
| ذهبية   | أرتيم تشيرنوسوف | الرماية       | مسدس هوائي 10 أمتار رجال                  | 23 يونيو |
| ذهبية   | دينا أفرينا | الجمباز       | طوق فردي إيقاعي سيدات                     | 23 يونيو |
| ذهبية   | ناتاليا أفديفا أنطون بوليف | الرماية       | القوس المركب فريق مختلط                   | 23 يونيو |
| ذهبية   | دينا أفرينا | الجمباز       | شريط فردي إيقاعي سيدات                    | 23 يونيو |
| ذهبية   | فيرا بيريوكوفا أناستاسيا ماكسيموفا أناستاسيا شيشماكوفا أنجيليكا ستوبيلو ماريا تولكاتشيفا | الجمباز       | مجموعة إيقاعية 5 كرات سيدات               | 23 يونيو |
| ذهبية   | ديانا ريابوفا | سامبو         | 52 كغم سيدات                              | 23 يونيو |
| ذهبية   | فيكتوريا أكسينوفا كيريل ستارتسيف | الجمباز       | أزواج مختلطة شامل                         | 23 يونيو |
| ذهبية   | رسلان بغداسريان | سامبو         | 62 كغم رجال                               | 23 يونيو |
| ذهبية   | سيرجي ريابوف | سامبو         | 90 كغم رجال                               | 23 يونيو |
| ذهبية   | يلينا سوكولوفا | ألعاب القوى   | الوثب الطويل للسيدات                      | 23 يونيو |
| ذهبية   | مارغريتا تشيرنوسوفا أرتيم تشيرنوسوف | الرماية       | مسدس فريق مختلط 50 متر                    | 24 يونيو |
| ذهبية   | أرمان آدميان | الجودو        | 100 كغم رجال                              | 24 يونيو |
| ذهبية   | إيليا كاربنكوف كيلير بيسكلوف ستانيسلاف شاروف أليكسي زيرديف | كرة السلة     | بطولة الرجال                              | 24 يونيو |
| ذهبية   | - ألكساندرا بابينتسيفا - كسينيا تشيبيسوفا - داريا دافيدوفا - خوسن خالمورزايف - ألان خوبيتسوف - أناستاسيا كونكينا - داريا ميزهيتسكايا - موسى موغوشكوف - ألينا بروكوبينكو - إينال تاسويف - دينيس يارتسيف - كازبيك زانكشييف | الجودو        | فريق مختلط                                | 25 يونيو |
| ذهبية   | جارسيفان دزهانازيان تيمور كولايف إليا أوستابينكو بيتر بيرمينوف رومان سيمينوف | الجمباز       | مجموعة هوائية مختلطة                      | 25 يونيو |
| ذهبية   | سيرجي كامنسكي | الرماية       | 50 متر بندقية رجال ثلاثة مواضع            | 26 يونيو |
| ذهبية   | زوربيك سيداكوف | المصارعة      | 74 كغم حرة رجال                           | 26 يونيو |
| ذهبية   | دورين كوروغليف | المصارعة      | 86 كغم حرة رجال                           | 26 يونيو |
| ذهبية   | أنزور خيزرييف | المصارعة      | 125 كغم حرة رجال                          | 26 يونيو |
| ذهبية   | أرتيم كوزاخمتوف ألكسندر سيرجيف أوليج جوسيف فيتالي إرشوف | سباق كانوي    | كي-4500 متر رجال                          | 27 يونيو |
| ذهبية   | يوليا زيكوفا | الرماية       | 50 متر بندقية ثلاث مواضع سيدات            | 27 يونيو |
| ذهبية   | عبدالرشيد سادولييف | المصارعة      | 97 كغم حرة رجال                           | 27 يونيو |
| ذهبية   | إيكاترينا روغوفايا داريا شميلفا أناستازيا فوينوفا | ركوب الدراجات | سباق فرق السيدات                          | 27 يونيو |
| ذهبية   | نيكيتا بيرسينيف ليف جونوف إيفان سميرنوف جليب سيريتسا | ركوب الدراجات | ركوب الدراجات فريق رجال                   | 28 يونيو |
| ذهبية   | أنجلينا ميلنيكوفا | الجمباز       | فردي فني شامل سيدات                       | 29 يونيو |
| ذهبية   | ديفيد بليافسكي | الجمباز       | فردي فني شامل رجال                        | 29 يونيو |
| ذهبية   | إيفان سميرنوف | ركوب الدراجات | ركوب الدراجات فردي رجال                   | 29 يونيو |
| ذهبية   | ستيبان ماريانيان | المصارعة      | المصارعة اليونانية الرومانية 60 كغم رجال  | 29 يونيو |
| ذهبية   | زاور كاباليف | المصارعة      | المصارعة اليونانية الرومانية 67 كغم رجال  | 29 يونيو |
| ذهبية   | ألكسندر تشيخيركين | المصارعة      | المصارعة اليونانية الرومانية 77 كغم رجال  | 29 يونيو |
| ذهبية   | ديفيد بليافسكي | الجمباز       | حصان المقابض للرجال                       | 30 يونيو |
| ذهبية   | مسلم جادجيماغوميدوف | ملاكمة        | 91 كغم رجال                               | 30 يونيو |
| ذهبية   | أنجلينا ميلنيكوفا | الجمباز       | عارضات غير مستوية سيدات                   | 30 يونيو |
| ذهبية   | اناستازيا فوينوفا | ركوب الدراجات | سباق السرعة للسيدات                       | 30 يونيو |
| ذهبية   | داريا شميلفا | ركوب الدراجات | 500 متر سيدات                             | 30 يونيو |
| فضية    | أناستاسيا غالاشينا فلاديمير ماسلنيكوف | الرماية       | بندقية هوائية لفريق مختلط 10 م            | 22 يونيو |
| فضية    | ايرينا دولغوفا | الجودو        | 48 كغم سيدات                              | 22 يونيو |
| فضية    | ناتاليا كوزوتينا | الجودو        | 52 كغم سيدات                              | 22 يونيو |
| فضية    | سايان خرتك | سامبو         | 57 كغم رجال                               | 22 يونيو |
| فضية    | فيكتوريا أكسينوفا كيريل ستارتسيف | الجمباز       | رصيد أزواج مختلطة                         | 22 يونيو |
| فضية    | دينا أفرينا | الجمباز       | نوادي فردية إيقاعية سيدات                 | 23 يونيو |
| فضية    | ستانيسلاف سكريابين | سامبو         | 74 كغم رجال                               | 23 يونيو |
| فضية    | زانارا كوسانوفا | سامبو         | 80 كغم رجال                               | 23 يونيو |
| فضية    | يكاترينا ستاريغينا | ألعاب القوى   | رمي الرمح سيدات                           | 23 يونيو |
| فضية    | إيليا ايفانيوك | ألعاب القوى   | الوثب العالي للرجال                       | 23 يونيو |
| فضية    | سيرجي كامنسكي | الرماية       | بندقية هوائية 10 م رجال                   | 24 يونيو |
| فضية    | إينال تاسويف | الجودو        | +100 كغم رجال                             | 24 يونيو |
| فضية    | ميخائيل ملنيك | الجمباز       | ترامبولين للرجال                          | يونيو 25 |
| فضية    | كيريل شمشورين | سباق كانوي    | سي -1 1000 متر رجال                       | 26 يونيو |
| فضية    | ناتاليا أفديفا | الرماية       | المجمع الفردي للسيدات                     | 26 يونيو |
| فضية    | أناستازيا براتشيكوفا | المصارعة      | حرة 68 كغم سيدات                          | 27 يونيو |
| فضية    | جبيل محمدوف | ملاكمة        | 60 كغم رجال                               | 29 يونيو |
| فضية    | خاريتون أغربا | ملاكمة        | 69 كغم رجال                               | 29 يونيو |
| فضية    | يفغينيا اوغستيناس | ركوب الدراجات | أمنيوم نسائي                              | 29 يونيو |
| فضية    | سفيتلانا سولوينوفا | ملاكمة        | 51 كغم سيدات                              | 30 يونيو |
| فضية    | أنجلينا ميلنيكوفا | الجمباز       | قبو السيدات                               | 30 يونيو |
| فضية    | دميتري لانكين | الجمباز       | قبو الرجال                                | 30 يونيو |
| فضية    | أنجلينا ميلنيكوفا | الجمباز       | عارضة التوازن للسيدات                     | 30 يونيو |
| فضية    | سيرجي سيمينوف | المصارعة      | المصارعة اليونانية الرومانية 130 كغم رجال | 30 يونيو |
| برونزية | نيكيتا كليسكوف | سامبو         | 68 كغم رجال                               | 22 يونيو |
| برونزية | السيم تشيرنوسكولوف | سامبو         | 100 كغم رجال                              | 22 يونيو |
| برونزية | جالينا أمبارتسوميان | سامبو         | 72 كغم سيدات                              | 22 يونيو |
| برونزية | آنا بالاشوفا | سامبو         | +80 كغم سيدات                             | 22 يونيو |
| برونزية | دينا أفرينا | الجمباز       | الكرة الفردية الإيقاعية للسيدات           | 23 يونيو |
| برونزية | Andrei Kubarkov | Sambo         | Men's 52 kg                               | 23 June  |
| برونزية | Yana Kostenko | Sambo         | Women's 60 kg                             | 23 June  |
| برونزية | Marina Mokhnatkina | Sambo         | Women's 68 kg                             | 23 June  |
| برونزية | Artem Osipenko | Sambo         | Men's +100 kg                             | 23 June  |
| برونزية | فيرا بيريوكوفا أناستاسيا ماكسيموفا Anastasia Shishmakova Anzhelika Stubailo ماريا تولكاتشيفا | Gymnastics    | Women's rhythmic group all-around         | 23 June  |
| برونزية | Daria Semianova Aleksey Alipov | Shooting      | Mixed team trap                           | 24 June  |
| برونزية | Khusen Khalmurzaev | Judo          | Men's 90 kg                               | 24 June  |
| برونزية | Ksenia Chibisova | Judo          | Women's +78 kg                            | 24 June  |
| برونزية | Tatyana Konakova Grigorii Shikhaleev | Gymnastics    | Mixed aerobic pairs                       | 24 June  |
| برونزية | بولينا خوروشيفا كيريل جريجوريان | إطلاق نار     | فريق مختلط 50 متر بندقية عرضية            | 25 يونيو |
| برونزية | إيرينا كونديوس يانا بافلوفا | الجمباز       | تزامن الترامبولين للسيدات                 | 25 يونيو |
| برونزية | أناستاسيا بانتشينكو كيرا ستيبانوفا | سباق كانوي    | كي 2-500 سيدات                            | 26 يونيو |
| برونزية | رومان أنوشكين فلاديسلاف ليتوفكا | سباق كانوي    | كي-2 1000 متر رجال                        | 26 يونيو |
| برونزية | Ilya Pervukhin Kirill Shamshurin | Canoe sprint  | Men's C-2 1000 m                          | 26 June  |
| برونزية | زور أوجوف | المصارعة      | 57 كغم حرة رجال                           | 26 يونيو |
| برونزية | كسينيا كوراتش اوليسيا روماسينكو | سباق كانوي    | سي-2 500 متر سيدات                        | 27 يونيو |
| برونزية | بولينا خوروشيفا | إطلاق نار     | ثلاث مواضع ببندقية 50 متر سيدات           | 27 يونيو |
| برونزية | أحمد شكايف | المصارعة      | سباحة حرة رجال 65 كغم                     | 27 يونيو |
| برونزية | ستالفيرا أورشوش | المصارعة      | حرة 53 كغم سيدات                          | 27 يونيو |
| برونزية | داريا أبراموفا | ملاكمة        | 57 كغم سيدات                              | 28 يونيو |
| برونزية | أناستاسيا بيلياكوفا | الملاكمة      | 60 كغم سيدات                              | 28 يونيو |
| برونزية | ماريا كوزنتسوفا | المصارعة      | حرة 62 كغم سيدات                          | 28 يونيو |
| برونزية | داريما سانداكوفا | ملاكمة        | 75 كغم سيدات                              | 28 يونيو |
| برونزية | إيكاترينا بولوتوفا ألينا دافليتوفا | تنس الريشة    | زوجي سيدات                                | 28 يونيو |
| برونزية | داريا شمليفا | ركوب الدراجات | كيرين سيدات                               | 28 يونيو |
| برونزية | فلاديمير إيفانوف إيفان سوزونوف | تنس الريشة    | زوجي الرجال                               | 28 يونيو |
| برونزية | دميتري موخوميدياروف | ركوب الدراجات | سباق نقاط الرجال                          | 28 يونيو |
| برونزية | إيفغينيا كوسيتسكايا | تنس الريشة    | فردي سيدات                                | 29 يونيو |
| برونزية | فلاديسلاف بولياشوف | الجمباز       | فردي فني للرجال شامل                      | 29 يونيو |
| برونزية | دينيس ديميترييف | ركوب الدراجات | سباق الرجال                               | 29 يونيو |
| برونزية | تمارا درونوفا | ركوب الدراجات | السعي الفردي للسيدات                      | 30 يونيو |
| برونزية | ألكسندر جولوفين | المصارعة      | المصارعة اليونانية الرومانية 97 كغم رجال  | 30 يونيو |
| برونزية | ديانا كليموفا ماريا نوفودسكايا | ركوب الدراجات | ماديسون السيدات                           | 30 يونيو |
| برونزية | دينيس ديميترييف | ركوب الدراجات | كيرين للرجال                              | 30 يونيو |
| برونزية | داريا شمليفا | ركوب الدراجات | سباق السرعة للسيدات                       | 30 يونيو |
| برونزية | يفغيني بلاخوتين | كاراتيه       | كوميت رجال 60 كغم                         | 30 يونيو |

| الميداليات حسب الرياضات | الميداليات حسب الرياضات | الميداليات حسب الرياضات | الميداليات حسب الرياضات | الميداليات حسب الرياضات |
| ----------------------- | ----------------------- | ----------------------- | ----------------------- | ----------------------- |
| الرياضة                 | الأول                   | الثاني                  | الثالث                  | المجموع                 |
| الجمباز                 | 11                      | 6                       | 5                       | 22                      |
| سامبو                   | 7                       | 3                       | 8                       | 18                      |
| المصارعة                | 7                       | 2                       | 5                       | 14                      |
| الرماية                 | 6                       | 2                       | 3                       | 11                      |
| ركوب الدراجات           | 5                       | 1                       | 7                       | 13                      |
| الجودو                  | 3                       | 3                       | 2                       | 8                       |
| الملاكمة                | 1                       | 3                       | 3                       | 7                       |
| ألعاب القوى             | 1                       | 2                       | 0                       | 3                       |
| سباق كانوي              | 1                       | 1                       | 4                       | 6                       |
| رماية القوس والسهم      | 1                       | 1                       | 0                       | 2                       |
| كرة السلة               | 1                       | 0                       | 0                       | 1                       |
| تنس الريشة              | 0                       | 0                       | 3                       | 3                       |
| كاراتيه                 | 0                       | 0                       | 1                       | 1                       |
| المجموع                 | 44                      | 24                      | 41                      | 109                     |

| الميداليات حسب التاريخ | الميداليات حسب التاريخ | الميداليات حسب التاريخ | الميداليات حسب التاريخ | الميداليات حسب التاريخ | الميداليات حسب التاريخ |
| ---------------------- | ---------------------- | ---------------------- | ---------------------- | ---------------------- | ---------------------- |
| يوم                    | تاريخ                  | الأول                  | الثاني                 | الثالث                 | المجموع                |
| اليوم 1                | 22 يونيو               | 9                      | 5                      | 4                      | 18                     |
| اليوم 2                | 23 يونيو               | 10                     | 5                      | 6                      | 21                     |
| اليوم 3                | 24 يونيو               | 3                      | 2                      | 4                      | 9                      |
| اليوم 4                | 25 يونيو               | 2                      | 1                      | 2                      | 5                      |
| اليوم 5                | 26 يونيو               | 4                      | 2                      | 4                      | 10                     |
| اليوم 6                | 27 يونيو               | 4                      | 1                      | 4                      | 9                      |
| اليوم 7                | 28 يونيو               | 1                      | 0                      | 8                      | 9                      |
| اليوم 8                | 29 يونيو               | 6                      | 3                      | 3                      | 12                     |
| اليوم 9                | 30 يونيو               | 5                      | 5                      | 6                      | 16                     |
| المجموع                | المجموع                | 44                     | 24                     | 41                     | 109                    |

## المنافسات
| الرياضة            | رجال | سيدات | المجموع |
| ------------------ | ---- | ----- | ------- |
| رماية القوس        | 4    | 4     | 8       |
| ألعاب القوى        | 8    | 8     | 16      |
| تنس الريشة         | 4    | 4     | 8       |
| كرة السلة          | 4    | 4     | 8       |
| كرة القدم الشاطئية | 12   | –     | 12      |
| ملاكمة             | 10   | 5     | 15      |
| سباق كانوي         | 11   | 8     | 19      |
| ركوب الدراجات      | 15   | 13    | 28      |
| الجمباز            | 12   | 13    | 25      |
| الجودو             | 9    | 9     | 18      |
| كاراتيه            | 1    | 0     | 1       |
| سامبو              | 9    | 9     | 18      |
| الرماية            | 10   | 10    | 20      |
| تنس الطاولة        | 2    | 3     | 5       |
| مصارعة             | 12   | 5     | 17      |
| المجموع            | 123  | 95    | 218     |

### رماية القوس والسهم
| رياضي                                          | حدث          | جولة التصنيف | جولة التصنيف | دور 64                                 | دور 32                                  | دور 16                                        | ربع النهائي                                     | نصف النهائي                         | النهائي / م.ب                         | النهائي / م.ب |
| رياضي                                          | حدث          | نتيجة        | البذر        | نتيجة منافسة                           | نتيجة منافسة                            | نتيجة منافسة                                  | نتيجة منافسة                                    | نتيجة منافسة                        | نتيجة منافسة                          | مرتبة         |
| ---------------------------------------------- | ------------ | ------------ | ------------ | -------------------------------------- | --------------------------------------- | --------------------------------------------- | ----------------------------------------------- | ----------------------------------- | ------------------------------------- | ------------- |
| أرسلان بالدانوف                                | فردي رجال    | 647          | 27           | لياوشيو (بيلاروس) · خسارة بنتيجة 2 - 6 | لم يتأهل                                | لم يتأهل                                      | لم يتأهل                                        | لم يتأهل                            | لم يتأهل                              | لم يتأهل      |
| غالسان بازارجابوف                              | فردي رجال    | 665          | 13           | تقدم تلقائي                            | جالياتسو (إيطاليا) · فوز 6 - 4          | نيسبولي (إيطاليا) · خسارة بنتيجة 2 - 6        | لم يتأهل                                        | لم يتأهل                            | لم يتأهل                              | لم يتأهل      |
| فيتالي بوبوف                                   | فردي رجال    | 637          | 37           | ريغر (ألمانيا) · خسارة بنتيجة 2 - 6    | لم يتأهل                                | لم يتأهل                                      | لم يتأهل                                        | لم يتأهل                            | لم يتأهل                              | لم يتأهل      |
| آنا بالسوكوفا                                  | فردي سيدات   | 649          | 7            | تقدم تلقائي                            | بوتكارادزي (جورجيا) · فوز بنتيجة 6 - 0  | كوبا (فنلندا) · فوز بنتيجة 6 - 0              | دين (الدنمارك) · فوز بنتيجة 7 - 1               | بوري (إيطاليا) · خسارة بنتيجة 0 - 6 | باياردو (هولندا) · خسارة بنتيجة 1 - 7 | 4             |
| كسينيا بيروفا                                  | فردي سيدات   | 662          | 2            | تقدم تلقائي                            | دين (الدنمارك) · خسارة بنتيجة 5 - 6     | لم يتأهل                                      | لم يتأهل                                        | لم يتأهل                            | لم يتأهل                              | لم يتأهل      |
| إينا ستيبانوفا                                 | فردي سيدات   | 652          | 4            | تقدم تلقائي                            | ريدي (جزيرة أيرلندا) · فوز بنتيجة 6 - 0 | يايغر (الدنمارك) · فوز بنتيجة 6 - 5           | أندريولي (إيطاليا) · خسارة بنتيجة 4 - 6         | لم يتأهل                            | لم يتأهل                              | لم يتأهل      |
| أرسلان بالدانوف غالسان بازارجابوف فيتالي بوبوف | فريق الرجال  | 1949         | 6            | —                                      | —                                       | —                                             | إسبانيا · خسارة بنتيجة 2 - 6                    | لم يتأهل                            | لم يتأهل                              | 6             |
| آنا بالسوكوفا كسينيا بيروفا إينا ستيبانوفا     | فريق السيدات | 1963         | 1            | —                                      | —                                       | —                                             | الدنمارك · خسارة 4 - 5                          | لم يتأهل                            | لم يتأهل                              | 5             |
| كسينيا بيروفا غالسان بازارجابوف                | فريق مختلط   | 1327         | 5            | —                                      | تقدم تلقائي                             | بيريندال / · فينك (السويد) · فوز بنتيجة 5 - 1 | بوري / · نيسبولي (إيطاليا) · خسارة بنتيجة 4 - 5 | لم يتأهل                            | لم يتأهل                              | 5             |

القوس المركب (هو القوس الذي يستخدم نظام الربط، عادة من الكابلات والبكرات لثني الأطراف.)
| رياضي                      | الحدث      | جولة التصنيف | جولة التصنيف | دور 16                                        | ربع النهائي                                       | نصف النهائي                                     | النهائي/ م.ب                                                | النهائي/ م.ب |
| رياضي                      | الحدث      | نتيجة        | البذر        | نتيجة منافسة                                  | نتيجة منافسة                                      | نتيجة منافسة                                    | نتيجة منافسة                                                | المركز       |
| -------------------------- | ---------- | ------------ | ------------ | --------------------------------------------- | ------------------------------------------------- | ----------------------------------------------- | ----------------------------------------------------------- | ------------ |
| أنطون بوليف                | فردي رجال  | 702          | 4            | برزيبيلسكي (بولندا) · فوز بنتيجة 143 - 142    | سيويرت (لوكسمبورغ) · خسارة بنتيجة 143 - 144       | لم يتأهل                                        | لم يتأهل                                                    | لم يتأهل     |
| ناتاليا أفديفا             | فردي سيدات | 698          | 2            | كوكينو جورجيادو (قبرص) · فوز بنتيجة 142 - 137 | دي لات (هولندا) · فوز بنتيجة 147 - 143            | دودمونت (فرنسا) · فوز بنتيجة 147 - 144          | إليسون (سلوفينيا) · خسارة بنتيجة 144 (8) - 144 (10)         | الثاني       |
| ناتاليا أفديفا أنطون بوليف | فريق مختلط | 1400         | 1            | تقدم تلقائي                                   | ميسنر / · تراكسل (ألمانيا) · فوز بنتيجة 154 - 143 | بستان / · تشاران (تركيا) · فوز بنتيجة 152 - 145 | دي لات / · شلوسير (هولندا) · فوز بنتيجة 152 (18) - 152 (17) | الأول        |

### ألعاب القوى
أحداث المسار
| رياضي                                                         | حدث                                                                   | نتيجة   | المركز |
| ------------------------------------------------------------- | --------------------------------------------------------------------- | ------- | ------ |
| جينيفر أكينييميكا                                             | ألعاب القوى في دورة الألعاب الأوروبية 2019 - سباق 100 متر سيدات       | 11.74   | 9      |
| دميتري لوبين                                                  | ألعاب القوى في دورة الألعاب الأوروبية 2019 - سباق 100 متر رجال        | 10.61   | 8      |
| أرتيوم ماكارينكو                                              | ألعاب القوى في دورة الألعاب الأوروبية 2019 - سباق 110 متر حواجز رجال  | 13.88   | 6      |
| ماريا بافلوفا                                                 | ألعاب القوى في دورة الألعاب الأوروبية 2019 - سباق 100 متر حواجز سيدات | 13.89   | 14     |
| تيموفي تشالي فياتشيسلاف كوليسنيشنكو بولينا ميلر فيرا روداكوفا | تتابع مختلط 4x400 متر                                                 | 3:21.02 | 6      |
| فاليريا أندرييفا يفغيني كونتس أليونا مامينا يغور نيكولايف     | تتابع مختلط مسافات طويلة                                              | 4:36.66 | 16     |

أحداث ميدانية
| رياضي               | حدث                                                               | مسافة | المركز |
| ------------------- | ----------------------------------------------------------------- | ----- | ------ |
| إيليا إيفانيوك      | ألعاب القوى في دورة الألعاب الأوروبية 2019 - الوثب العالي للرجال  | 2.26  | الثاني |
| إيلينا سوكولوفا     | ألعاب القوى في دورة الألعاب الأوروبية 2019 - الوثب الطويل للسيدات | 6.76  | الأول  |
| ايكاترينا ستاريغينا | ألعاب القوى في دورة الألعاب الأوروبية 2019 - رمي الرمح سيدات      | 63.57 | الثاني |

 حدث الفريق
| رياضي                                                                                 | حدث                          | الأدوار التأهيلية | الأدوار التأهيلية | الأدوار التأهيلية | الأدوار التأهيلية | ربع النهائي | ربع النهائي | ربع النهائي  | ربع النهائي | نصف النهائي       | نصف النهائي | نصف النهائي  | نصف النهائي | النهائي  | النهائي  | النهائي      | النهائي  |
| رياضي                                                                                 | حدث                          | النتيجة           | النقاط            | مجموع النقاط      | المركز            | النتيجة     | النقاط      | مجموع النقاط | المركز      | النتيجة           | النقاط      | مجموع النقاط | المركز      | النتيجة  | النقاط   | مجموع النقاط | المركز   |
| ------------------------------------------------------------------------------------- | ---------------------------- | ----------------- | ----------------- | ----------------- | ----------------- | ----------- | ----------- | ------------ | ----------- | ----------------- | ----------- | ------------ | ----------- | -------- | -------- | ------------ | -------- |
| دميتري لوبين                                                                          | سباق 100 متر رجال            | 10.61             | 12                | 83                | 1 QS              | تقدم تلقائي | تقدم تلقائي | تقدم تلقائي  | تقدم تلقائي | 10.43             | 10          | 48           | 6           | لم يتأهل | لم يتأهل | لم يتأهل     | لم يتأهل |
| يلينا سوكولوفا (Q) ماريا بافلوفا (SF)                                                 | الوثب الطويل سيدات           | 6.76*             | 12                | 83                | 1 QS              | تقدم تلقائي | تقدم تلقائي | تقدم تلقائي  | تقدم تلقائي | 6.07*             | 7           | 48           | 6           | لم يتأهل | لم يتأهل | لم يتأهل     | لم يتأهل |
| جينيفر أكينييميكا                                                                     | سباق 100 متر سيدات           | 11.74             | 10                | 83                | 1 QS              | تقدم تلقائي | تقدم تلقائي | تقدم تلقائي  | تقدم تلقائي | 11.72             | 6           | 48           | 6           | لم يتأهل | لم يتأهل | لم يتأهل     | لم يتأهل |
| يكاترينا ستارجينا (Q) ماريا بافلوفا (SF)                                              | رمي الرمح للسيدات            | 63.57*            | 12                | 83                | 1 QS              | تقدم تلقائي | تقدم تلقائي | تقدم تلقائي  | تقدم تلقائي | 32.12*            | 2           | 48           | 6           | لم يتأهل | لم يتأهل | لم يتأهل     | لم يتأهل |
| تيموفي تشالي (Q) فياتشيسلاف كوليسنيشنكو بولينا ميلر فيرا روداكوفا إيليا شكورينيف (SF) | سباق 4 × 400 متر تتابع مختلط | 3:21.02           | 10                | 83                | 1 QS              | تقدم تلقائي | تقدم تلقائي | تقدم تلقائي  | تقدم تلقائي | 3:21.59           | 4           | 48           | 6           | لم يتأهل | لم يتأهل | لم يتأهل     | لم يتأهل |
| أرتيوم ماكارينكو                                                                      | سباق 110 متر حواجز رجال      | 13.88             | 10                | 83                | 1 QS              | تقدم تلقائي | تقدم تلقائي | تقدم تلقائي  | تقدم تلقائي | 13.71             | 10          | 48           | 6           | لم يتأهل | لم يتأهل | لم يتأهل     | لم يتأهل |
| إيليا إيفانيوك                                                                        | الوثب العالي رجال            | 2.26*             | 11                | 83                | 1 QS              | تقدم تلقائي | تقدم تلقائي | تقدم تلقائي  | تقدم تلقائي | 2.02*             | 7           | 48           | 6           | لم يتأهل | لم يتأهل | لم يتأهل     | لم يتأهل |
| ماريا بافلوفا                                                                         | سباق 100 متر حواجز سيدات     | 13.89             | 6                 | 83                | 1 QS              | تقدم تلقائي | تقدم تلقائي | تقدم تلقائي  | تقدم تلقائي | 13.91             | 2           | 48           | 6           | لم يتأهل | لم يتأهل | لم يتأهل     | لم يتأهل |
| فاليريا أندرييفا تيموفي تشالي (SF) يفجيني كونتس ألينا مامينا يغور نيكولاييف (Q)       | سباق مسافات تتابع مختلط      | 4:36.66 (4:36.66) | —                 | —                 | 1 QS              | تقدم تلقائي | تقدم تلقائي | تقدم تلقائي  | تقدم تلقائي | 4:37.15 (4:28.80) | —           | —            | 6           | لم يتأهل | لم يتأهل | لم يتأهل     | لم يتأهل |

### تنس الريشة
| رياضي                              | الحدث      | مرحلة المجموعات                                                       | مرحلة المجموعات                                              | مرحلة المجموعات                                                       | مرحلة المجموعات | دور 16                                      | ربع النهائي                                                    | نصف النهائي                                                       | النهائي      | المركز   |
| رياضي                              | الحدث      | نتيجة منافسة                                                          | نتيجة منافسة                                                 | نتيجة منافسة                                                          | المركز          | نتيجة منافسة                                | نتيجة منافسة                                                   | نتيجة منافسة                                                      | نتيجة منافسة | المركز   |
| ---------------------------------- | ---------- | --------------------------------------------------------------------- | ------------------------------------------------------------ | --------------------------------------------------------------------- | --------------- | ------------------------------------------- | -------------------------------------------------------------- | ----------------------------------------------------------------- | ------------ | -------- |
| فلاديمير مالكوف                    | فردي رجال  | روبرت مان (لوكسمبورغ) · فوز (21–17, 21–14)                            | كولينز فيليمون (رومانيا) · فوز (21–8, 21–13)                 | عزمي قويمرمادوني (أذربيجان) · فوز (21–7, 21–11)                       | 1 Q             | إيتو هينو (فنلندا) · فوز (21–14, 21–14)     | بريس ليفرديز (فرنسا) · خسارة (13–21, 10–21)                    | لم يتأهل                                                          | لم يتأهل     | لم يتأهل |
| يفغينيا كوسيتسكايا                 | فردي سيدات | ليان تان (بلجيكا) · فوز (21–15, 21–11)                                | إيليني كريستودولو (قبرص) · فوز (21–7, 21–9)                  | أليسيا زايتسافا (بيلاروس) · فوز (21–11, 21–10)                        | 1 Q             | مايا بافلينيك (كرواتيا) · فوز (21–7, 21–11) | إيفون لي (ألمانيا) · فوز (21–10, 21–13)                        | ميا بليشفيلدت (الدنمارك) · خسارة (14–21, 11–21)                   | لم يتأهل     | الثالث   |
| فلاديمير إيفانوف إيفان سوزونوف     | زوجي رجال  | انطون كيستي / · لاركيمو (فنلندا) · فوز (21–9, 21–11)                  | فلاتين جورجينسن / · مورك (النرويج) · فوز (21–8, 21–9)        | يارومير جاناكيك / · توماس شفيدا (جمهورية التشيك) · فوز (21–7, 21–8)   | 1 Q             | —                                           | أليكس فلار / · ديميتار ياناكييف (بلغاريا) · فوز (21–15, 21–18) | كيم أسترب / · راسموسن (الدنمارك) · خسارة (17–21, 17–21)           | لم يتأهل     | الثالث   |
| إيكاترينا بولوتوفا ألينا دافليتوفا | زوجي سيدات | إيما كارلسون / · يوهانا ماجنوسون (السويد) · فوز (21–15, 17–21, 21–18) | سيلفيا غارينو / · ليزا إيفرسن (إيطاليا) · فوز (21–9, 21–12)  | مارينا إيلينسكايا / · إليزافيتا زاركا (أوكرانيا) · فوز (21–12, 21–14) | 1 Q             | —                                           | كاتي ماران / · هيلينا روتيل (إستونيا) · فوز (21–14, 21–15)     | سيلينا بيك / · شيريل سينين (هولندا) · خسارة (21–18, 20–22, 14–21) | لم يتأهل     | الثالث   |
| يفغيني دريمين إيفيغينيا ديموفا     | زوجي مختلط | سام ماغي / · كلوي ماغي (جزيرة أيرلندا) · خسارة (21–16, 19–21, 15–21)  | ألكسي كوناخ / · كريستينا سيليش (بيلاروس) · فوز (21–8, 21–14) | توم جيكل / · دلفين ديلرو (فرنسا) · خسارة (21–19, 11–21, 19–21)        | 3               | —                                           | لم يتأهل                                                       | لم يتأهل                                                          | لم يتأهل     | لم يتأهل |